# Gagliano Aterno
Gagliano Aterno község (comune) Olaszország Abruzzo régiójában, L’Aquila megyében.

## Fekvése
A megye központi részén fekszik. Határai: Castelvecchio Subequo, Celano és Secinaro.

## Története
Első írásos említése a 14. századból származik, amikor bencés szerzetesek telepedtek le a vidéken. A következő századokban nemesi birtok volt. Önállóságát a 19. század elején nyerte el, amikor a Nápolyi Királyságban felszámolták a feudalizmust.

## Népessége
A népesség számának alakulása:

## Főbb látnivalói
- Castello